# 前5年
| 千纪： | 前1千纪                                                                                        |
| 世纪： | 前2世纪 \| 前1世纪 \| 1世纪                                                                    |
| 年代： | 前30年代 \| 前20年代 \| 前10年代 \| 前0年代 \| 0年代 \| 10年代 \| 20年代                       |
| 年份： | 前10年 \| 前9年 \| 前8年 \| 前7年 \| 前6年 \| 前5年 \| 前4年 \| 前3年 \| 前2年 \| 前1年 \| 1年 |
| 纪年： | 西汉建平二年，太初元将元年                                                                     |

## 出生
- 1月15日：漢光武帝。

## 逝世
- 丁姬，漢哀帝生母。